# قصر السدير
قصر السدير هو أحد القصور التي بناها المناذرة اللخميون، في الحيرة بالقرب من قصر الخورنق، وينسب بناؤه إلى الملك النعمان الأول الملقب بالأعور والذي حكم الحيرة (390-420م)، ويقع السدير في البرية ما بين الحيرة وبلاد الشام،  واشتهر النعمان بن امرئ القيس بانه باني الخورنق والسدير، وكانت لهما شهرة عظيمة في تاريخ الحيرة حتى نُسب النعمان إليهما. ويغلب على الظن إنهما في مكان واحد ويطلق عليهما معاً اسم الخورنق.

## التسمية
السدير قصر قرب الخورنق، وقيل نهر في الحيرة، اختلف العلماء في أصل اسمه. قال ابن السكيت قال الأصمعي: ان السدير كلمة فارسية أصله سه دل، تعني قبة فيها ثلاث قباب متداخلة، فعربته العرب فسمته سدير، وقيل إنما السدير هوالعشب، قال العمراني: السدير موضع معروف في الحيرة، وقال السدير نهر، وقيل قصر قريب من الخورنق، كان النعمان الأكبر إتخذه لبعض ملوك العجم، قال أبو حاتم: سمعت أبا عبيدة يقول هو السِّدِلَّى أي له ثلاثة أبواب وهو فارسي معرب، وقيل سمي السدير لكثرة سواده وشجره، ويقال إني لأرى سدير نخل، أي سواده وكثرته، وقال الكلبي: سمي السدير لأن العرب حيث أقبلوا ونظروا إلى سواد النخل سدرت في أعينهم بسواد النخل، فقالوا ماهذا إلا سدير.
كما ذكره عبد المسيح بن عمرو بن بقيلة عند غلبة خالد بن الوليد والمسلمين على الحيرة، في خلافة أبي بكر الصديق حيث قال:
قال هشام الكلبي: خرج جُل إياد يؤمون العراق، فنزل بعضهم بعين أباغ (وادٍ على طريق الفرات إلى الشام)، ونزل باقوهم بسنداد، بين البصرة والكوفة، فأمروا هناك، وكثروا، وإتخذوا بسنداد بيتاً شبهوه بالكعبة، ثم إنتشروا، وغلبوا على مايلي الحيرة، وصار لهم الخورنق والسدير...ولهم دير الأعور (أقام رستم قائد جيش فارس معسكراً فيه أربعة أشهر قبل معركة القادسية)، ودير الأعور هو دير الجماجم، وعندما جاءهم الإسلام تفرقوا في البلدان ومنهم قوم في الحيرة يقال لهم بنو عبد الخيار. قال الشاعر الأسود بن يعفر النهشلي:
وهناك اليوم منطقة واسعة تسمى ناحية السدير وتقع في محافظة القادسية، وسميت بالسدير نسبة إلى قصر السدير التاريخي.

## انظر ايضاً
- قصر الخورنق
- قصر الصنين